# Juhan Parts
Juhan Parts, född 27 augusti 1966 i Tallinn, Estniska SSR, Sovjetunionen, är en estländsk jurist och konservativ politiker. 
Han var Estlands premiärminister från 10 april 2003 till 12 april 2005, då han ledde en högerkoalition som partiledare för det 2002 bildade partiet Res Publica.

## Biografi
Parts tog gymnasieexamen från nuvarande Gustav Adolfs Gymnasium i Tallinn och studerade därefter juridik vid Tartu universitet. Han arbetade efter examen för Estlands justitieministerium. Från 1998 till 2002 var han Estlands statsrevisor.
Parts avgick som premiärminister och partiledare efter att en misstroendeförklaring mot justitieminister Ken-Marti Vaher antagits av Riigikogu 24 mars 2005. Parts efterträddes av liberalen Andrus Ansip. Från 4 april 2007 till 26 mars 2014 var Parts ekonomi- och kommunikationsminister i Ansips regering. Sedan 2006 är Parts medlem av det då sammanslagna konservativa partiet Förbundet Fäderneslandet och Res Publica. Han är ledamot av Riigikogu sedan 2003.